# Enrique Jesús Salas Valiente
Enrique Jesús " Kike " Salas Valiente (nascut el 23 d'abril de 2002) és un futbolista professional andalús que juga com a central al Sevilla.

## Carrera de club
Nascut a Morón de la Frontera, Província de Sevilla, Andalusia, Salas es va incorporar a l'equip juvenil del Sevilla FC el 2013, a l'edat d'11 anys. Va debutar amb el filial el 10 de gener de 2021, entrant com a substitut a la mitja part per Juan María Alcedo en una derrota per 3-1 a Segona Divisió B contra el Ieclà Esportiu.
El 27 d'abril de 2021, quan encara era juvenil, Salas va renovar el seu contracte fins al 2024. Posteriorment es va establir com a titular a l'equip B i va marcar el seu primer gol com a sènior el 9 de gener de 2022, en una victòria per 1-0 a casa de la Primera Divisió RFEF contra la Real Balompédica Linense.
Salas va debutar amb el primer equip –i a la Lliga– el 10 de setembre de 2022, com a titular en una victòria per 3-2 fora de casa contra el RCD Espanyol. El 31 de gener següent, va signar una ampliació de contracte amb el Sevilla fins al 2026, i va fitxar pel club CD Tenerife de la Segona Divisió com a cedit per a la resta de la temporada.
En tornar, Salas va començar a formar part regularment de l'equip principal dels Nervionenses, i va ser ascendit definitivament a aquest equip el 31 de gener de 2024, amb el dorsal número 2.

## Vida personal
L'oncle de Salas, Víctor, també era futbolista. Migcampista, també va ser entrenat al Sevilla. El gener de 2025 va ser arrestat per investigar-lo sota sospita d'obtenir deliberadament targetes grogues per beneficiar els seus amics en esquemes d'apostes esportives.